# Gubernia słonimska
Gubernia słonimska (ros. Слонимская губерния; lit. Slanimo gubernija) – gubernia Imperium Rosyjskiego utworzona w wyniku III rozbioru Polski i istniejąca przez kilka miesięcy w 1796. 

## Historia
12 grudnia 1796 została połączona z gubernia wileńską w gubernię litewską. Odtworzona w 1801 jako gubernia grodzieńska. 

## Podział administracyjny
W skład guberni wchodziło 8 ujezdów (powiatów):
- brzeskolitewski
- grodzieński
- kobryński
- lidzki
- nowogródzki
- prużański
- słonimski
- wołkowyski